# Молчанов, Николай Сергеевич
Николай Сергеевич Молчанов (1916—1976) — полковник Советской Армии, участник Великой Отечественной войны, Герой Советского Союза (1945).

## Биография
Родился 7 (20) ноября 1916 года в Петрограде. После окончания школы фабрично-заводского ученичества работал сначала слесарем на заводе, затем мастером в ремесленном училище. В 1937—1940 годах проходил службу в Рабоче-крестьянской Красной Армии, участвовал в боях советско-финской войны.
В 1941 году был снова призван в армию, с декабря того же года находился на фронтах Великой Отечественной войны. В 1943 году окончил Высшую офицерскую бронетанковую школу, в 1944 году — курсы усовершенствования командного состава.
К январю 1945 года гвардии капитан Николай Молчанов командовал ротой 50-й гвардейской танковой бригады 9-го гвардейского танкового корпуса 2-й гвардейской танковой армии 1-го Белорусского фронта. Отличился во время освобождения Польши. В боях под городом Гостынин рота Молчанова уничтожила 2 штурмовых орудия, 3 противотанковых артиллерийских орудия, 4 миномёта, 3 бронетранспортёра, около 100 солдат и офицеров противника.
Указом Президиума Верховного Совета СССР от 27 февраля 1945 года был удостоен звания Героя Советского Союза с вручением ордена Ленина и медали «Золотая Звезда».
После окончания войны продолжал службу в Советской Армии и в 1966 году в звании полковника был уволен в запас. Жил в Ленинграде. Скончался 16 декабря 1976 года. Похоронен на Богословском кладбище, Прямая дорожка.
Был также награждён орденами Красного Знамени и Отечественной войны 2-й степени, тремя орденами Красной Звезды, рядом медалей.